# سوفیا پالاتینیتی
سوفیا پالاتینیتی (انگلیسی: Sophia of the Palatinate) فرزند فردریک پنجم و الیزابت استوارت دختر جیمز یکم، پادشاه انگلستان و مادر جورج یکم پادشاه بریتانیا و بنیان‌گذار خانواده دودمان هانوفر (هانوور) در ۱۴ اکتبر ۱۶۳۰ به دنیا آمد و در تاریخ ۸ جون ۱۷۱۴ در گذشت.
با توجه به مصوبه پارلمان انگلستان در سال ۱۷۰۱ مبنی بر حفظ قدرت در دست پروتستان‌ها که به دنبال انقلاب باشکوه در ۱۶۸۸–۹ به‌تصویب رسیده بود، قرار بر این بود که درصورت درگذشت ملکه آن بدون وارث، و برای جلوگیری کردن از به قدرت رسیدن جیمز فرانسیس ادوارد استوارت پسر تبعیدی جیمز دوم، پادشاه انگلستان که کاتولیک بود. سوفیا، نوهٔ جیمز یکم (و مادر جرج یکم) جانشین او شود. اما سوفیا دو ماه پیش از مرگ ملکه آن، درگذشت و پسرش جرج لوئیز، که در آن زمان فرمانروای هانوور بود وارث تاج و تخت شد و پس از مرگ ملکه با عنوان جرج یکم بریتانیای کبیر تاجگذاری کرد.